# Кротов В'ячеслав Олександрович
В'ячеслав Олександрович Кротов (рос. Вячесла́в Алекса́ндрович Кро́тов, нар. 14 лютого 1993, Астрахань, Росія) — російський футболіст, нападник клубу «Парі Нижній Новгород».

## Ігрова кар'єра

### Клубна
В'ячеслав Кротов починав займатися футболом у рідному місті Астрахань у клубі «Волгар». Крім того він проходив навчання у школах московських клубів «Локомотив» та «Динамо». Та все ж він повернувся до Астрахані і свій перший матч на професійному рівні провів у складі «Волгаря» у ФНЛ.
У 2012 році футболіст знову відправився до Москви, де після тренувань підписав контракт з клубом «Спартак». Першу гру у стані команди провів лише через рік у травні 2013 року. Також у вересні 2014 року Кротов взяв участь у матчі - відкритті нового стадіону «Спартака». Та закріпитися в основі «червоно - білих» нападник не зумів, переважно граючи за молодіжну команду.
І в 2015 році Кротов перейшов до «Уфи». 2 червня 2019 року у стиковому матчі проти «Томі» В'ячеслав Кротов став у ворота замість видаленого з поля основного воротаря Олександра Бєлєнова.
Влітку 2022 року після закінчення контракту з «Уфою» В'ячеслав Кротов як вільний агент перейшов до клубу РПЛ «Парі Нижній Новгород» і підписав з клубом дворічний контракт.

### Збірна
У 2015 році В'ячеслав Кротов потрапляв у розширений список національної збірної Росії але на поле не виходив.

## Досягнення
Спартак (М)
- Переможець молодіжної першості Росії: 2012/13

## Особисте життя
Батько В'ячеслава Олександр Кротов у минулому професійний футболіст, провів понад 300 матчів у складі астраханського «Волгаря».